# Erebia subtustypica
Erebia subtustypica är en fjärilsart som beskrevs av Müller 1928. Erebia subtustypica ingår i släktet Erebia och familjen praktfjärilar. Inga underarter finns listade i Catalogue of Life.